# Die Laune einer Modekönigin
Die Laune einer Modekönigin ist ein deutscher Stummfilmschwank aus dem Jahre 1916 von Felix Basch mit Albert Paulig in der Haupt- und Betty Darmand in der Titelrolle.

## Handlung
Albert ist der Traum aller modebewussten Damen: Der elegante Connaisseur alles Weiblichen, eine Art Karl Lagerfeld der Kaiserzeit, weiß genau, was seine Kundschaft wünscht und was ihr steht. Selbst seine Direktrice Ella ist seinem Können verfallen. Während er im Modegeschäft bei der Chefin wie bei der Kundschaft als König der Haute Couture gilt, ist er daheim, bei seiner handfesten und sehr robusten Gattin, die man wenig respektvoll „Kanone“ nennt, ein ziemlich armes Würstchen. Die gefeierte Operettendiva Betty ist seine liebste Kundin, da sie einen erlesenen Geschmack besitzt und stets nur das Beste (und Teuerste) für sich will. In dem charmanten und betuchten Prinz Savigny hat sie einen mehr als willigen Gönner an ihrer Seite. Als Betty erfährt, dass es eine weitere Kundin gibt, die mit ihrer „Grande Toilette“ sie ausstechen könnte, fasst die Sängerin einen verwegenen Plan: Sie will mit Hilfe des Prinzen Albert, unter dem Vorwand, ihm ihre ganze Gunst zu schenken, den Couturier in ihre Villa locken und dort solange festhalten, bis er all die von ihr gewünschten Kleider angefertigt habe und dadurch ihm die Gelegenheit nehmen, der verhassten Konkurrentin dienen zu können. Betty will nicht weniger, als die titelgebende „Modekönigin“ werden.
Für Albert ist diese Entführung zunächst alles andere als eine Qual: Erstmals lockt eine prächtige Entlohnung, und zweitens ist ihm jede Gelegenheit recht, nicht daheim bei seiner „Kanone“ sitzen zu müssen und drangsaliert zu werden. Klammheimlich wird auch schon die Scheidung von der drallen Gattin geplant. Derweil ist selbige wie auch Alberts Chefin Ella besorgt darüber, dass Albert wie vom Erdboden verschluckt zu sein scheint. Als Betty mit ihrem Verehrer Prinz Savigny auf einem Stadtbummel weilt, vergnügt sich Albert in der Villa der Operndiva mit einer nicht unwilligen Kammerzofe, was wiederum, nach ihrer Rückkehr, Bettys gespielte Empörung hervorruft. Sie sei bereit, Albert zu verzeihen, wenn er noch weitere Kleidermodelle für sie anfertige. Während Betty und ihr als Rechtsanwalt getarnter Prinz mittels eines fingierten Telegramms auf ein Schloss gerufen werden, soll Albert schneidertechnisch seiner Arbeit nachgehen. Der aber fühlt sich mehr und mehr als Gefangener (der er ja auch letztlich ist) und unternimmt einen Fluchtversuch, der jedoch kläglich scheitert.
Nachdem Albert einen neuen Entwurf fertig gestellt hat, möchte er diesen an der Kammerzofe gern anprobieren. Die ist gern dazu bereit, auch wenn Albert dafür von ihr verlangt, ihm bei einer geplanten Flucht zu helfen. Dafür muss sich Albert allerdings als Wäschermädel verkleiden. Prompt hat ein Diener ein Auge auf diese neue „Wäscherin“ geworfen und beginnt mit ihr/ihm bei einem Gläschen Wein zu schäkern. Nur dumm, dass ausgerechnet in dem mitgeführten Wäschekorb Alberts eigentliche (Männer-)Klamotten liegen. Dadurch fällt der ganze Schwindel auf, und Albert versucht zu türmen. Er bleibt mit seiner Kleidung am Gartenzaun hängen und wird von der Dienerschaft zurück ins Haus verbracht. Derweil ist Ella Betty auf die Spur gekommen, verkleidet sich ihrerseits als Briefträger und verschafft sich so Zugang zum Haus und zu Albert. Der ist heilfroh, dass Ella ihn offensichtlich befreien möchte und hat sogar nichts dagegen, dass seine Ehe-„Kanone“ zwecks Rettung auf ihn zueilen wird. Alle treffen zeitgleich ein, auch Betty und ihr Prinz. Nachdem man ihr zunächst wegen dieses grenzwertigen Streichs ziemlich böse ist, bittet Betty mit Erfolg um Nachsicht: Dies sei doch nur die Laune einer Modekönigin gewesen!

## Produktionsnotizen
Der Dreiakter passierte die Filmzensur im August 1916 und wurde kurz darauf uraufgeführt. Die österreichische Premiere fand am 17. November desselben Jahres in Wien statt. Gelegentlich findet man auch den Titel Die Launen einer Modekönigin.

## Kritik
Die Kinematographische Rundschau konstatierte „eine flott gespielte Handlung. (…) Die Sensation des Films bildet aber das Auftreten Betty Darmant, der bekannten Modekönigin, die in diesem Bilde in einer weder auf der Bühne noch im Film je gesehenen Toilettenpracht erscheint.“